# Autovía A-68
Die Autovía A-68 oder Autovía del Ebro ist eine Autobahn in Spanien. Die Autobahn beginnt in Miranda de Ebro und endet in El Burgo de Ebro.
In Betrieb sind die Abschnitte (Stand: Juli 2017):
- El Burgo de Ebro – Saragossa (16,2 km, seit 2003),
- Saragossa – Figueruelas (28,3 km, seit den 1990ern),
- Cortes de Navarra – Buñuel (6 km, seit 2008),
- Buñuel – Fontellas (Tudela) (9,4 km, seit 2006)
- Umgehung von Tudela (10,3 km, seit 2002)
- Tudela – Castejón (7,1 km, als AP-15 seit 2008)

- Figueruelas – Gallur (14,1 km, seit März 2021)

Im Bau (Stand Januar 2024):
- Gallur - Mallén/Cortes de Navarra (14,4 km, Teilöffnung September 2022, verbleibend 5 km Umfahrung Mallén mit geplanter Fertigstellung Sommer/Herbst 2024)

Die anderen Abschnitte der Autobahn sind in der Planung (unterschiedliche Stufen).

## Streckenverlauf
| Position | Kurzbezeichnung des Abschnitt | Abschnitt                                                | km    | Eröffnung                  |
| -------- | ----------------------------- | -------------------------------------------------------- | ----- | -------------------------- |
| 1        |                               | La Jana-Valdealgorfa/Alcañiz                             | 110   | Genehmigung ausstehend     |
| 2        |                               | Valdealgorfa/Alcañiz-Fuentes de Ebro                     | 89    | Genehmigung ausstehend     |
| 3        |                               | Fuentes de Ebro-El Burgo de Ebro (inklusive 2 Varianten) | 18,7  | Genehmigung ausstehend     |
| 4        | A-68                          | El Burgo de Ebro-Saragossa                               | 16,2  | 2003                       |
| 5        | A-68                          | Saragossa-Figueruelas                                    | 28,3  | 1990er                     |
| 6        |                               | Figueruelas-Gallur                                       | 14,07 | Eröffnet März 2021         |
| 7        |                               | Gallur-Mallén                                            | 14,37 | Teilöffnung September 2022 |
| 9        | A-68                          | Cortes-Buñuel                                            | 6     | 2008                       |
| 10       | A-68                          | Buñuel-Fontellas (Tudela)                                | 9,43  | 2006                       |
| 11       | A-68                          | Variante Tudela                                          | 10,30 | 2002                       |
| 12       | A-68                          | Tudela-Castejón                                          | 7,12  | 2008                       |
| 13       |                               | Castejón-Provinzgrenze Rioja                             | 1,15  | Genehmigung ausstehend     |
| 14       |                               | Provinzgrenze Navarra-Calahorra                          | 25,5  | Genehmigung ausstehend     |
| 15       |                               | Calahorra-El Villar de Arnedo                            | 12,2  | Genehmigung ausstehend     |
| 16       |                               | Variante de El Villar de Arnedo                          | 3,8   | Genehmigung ausstehend     |
| 17       |                               | El Villar de Arnedo-Arrúbal                              | 13    | Genehmigung ausstehend     |
| 18       |                               | Arrúbal-Navarrete/Fuenmayor                              | 29    | Genehmigung ausstehend     |
| 19       |                               | Variante Fuenmayor                                       | 9     | Genehmigung ausstehend     |
| 20       |                               | Fuenmayor-Cenicero                                       | 7,2   | Genehmigung ausstehend     |
| 21       |                               | Cenicero-La Roja                                         | 12,5  | Genehmigung ausstehend     |
| 22       |                               | Variante La Roja                                         | 2,8   | Genehmigung ausstehend     |
| 23       |                               | La Roja-Miranda de Ebro                                  | 22,9  | Genehmigung ausstehend     |

### Abschnitt La Jana - Saragossa
| Position | Kurzbezeichnung des Abschnitt | Abschnitt                                                                  | km                                                 | Eröffnung |
| -------- | ----------------------------- | -------------------------------------------------------------------------- | -------------------------------------------------- | --------- |
| 1        |                               | Fuentes de Ebro La Jana (in Planung)                                       | N-232                                              |           |
| 2        |                               | El Burgo de Ebro-Fuentes de Ebro (zur Aufwertung zur Autovia vorgesehen)   | N-232                                              |           |
| 3        |                               | Beginn der Autovía del Ebro (A-68)-Saragossa-Alcañiz-Castellón de la Plana | N-232                                              |           |
| 4        | 225                           | Industriegebiet - camino del servicio                                      |                                                    |           |
| 5        | 228                           | Industriegebiet - depuradora - La Cartuja                                  |                                                    |           |
| 6        | 230                           | La Cartuja - Torrecilla de Valmadrid - Industriegebiet La Cartuja          |                                                    |           |
| 7        | 232                           | P.I. San Valero -.P.I. Marqués de Arlanza -P. E. Meraflores                |                                                    |           |
| 8        |                               | Teruel-Huesca Madrid-Lleida-Barcelona Logroño-Pamplona-Soria-Bilbao        | E 7 A-23 Z-40 E-90 A-2 AP-2<bbr />E-804 AP-68 A-68 |           |
| 9        |                               | weiter Richtung Saragossa via avda. Cesáreo Alierta                        |                                                    | Z-30      |

### Abschnitt Saragossa – Miranda de Ebro
| Position | km                       | Abschnitt                                                    | Anschluss an                |
| -------- | ------------------------ | ------------------------------------------------------------ | --------------------------- |
| 1        |                          | Saragossa - Beginn der Autopista Vasco-Aragonesa             |                             |
| 2        | 244AB                    | Madrid-Lleida-Barcelona Teruel-Huesca Alcañiz-Castellón      | E 7 A-23 A-68 E 90 A-2 Z-40 |
| 3        | 246                      | Logroño-Pamplona-Soria                                       | E-804 AP-68                 |
| 4        |                          | weiter als Autovía del Ebro (A-68) -Logroño-Pamplona-Soria   |                             |
| 5        | 248                      | Monzalbarba-Alfocea                                          |                             |
| 6        | 249 (Richtung Logroño)   | Garrapinillos-Utebo                                          |                             |
| 7        | 250 (Richtung Saragossa) | Ctra. Logroño Zona Industrial                                | N-232                       |
| 8        | 252                      | Utebo-Casetas-Garrapinillos-Zona Industrial                  |                             |
| 9        | 255 (Richtung Saragossa) | Casetas                                                      | N-232                       |
| 10       | 256                      | Sobradiel-Camino Real-Parque Tecnológico                     |                             |
| 11       | 257                      | La Joyosa-Torres de Berrellén-Los Leones                     | ZV-5216                     |
| 12       | 258                      | Villarrapa-Calzada lateral                                   |                             |
| 13       | 259                      | Pinseque                                                     |                             |
| 14       | 262 (Richtung Logroño)   | Alagón (ost)                                                 |                             |
| 14       | 263                      | Alagón (west)-Remolinos-Tauste                               | A-126                       |
| 15       | 264                      | Logroño-Pamplona-Saragossa                                   | E-804 AP-68                 |
| 16       |                          | Área de Servicio                                             |                             |
| 17       | 265                      | Épila-La Almunia de Doña Godina - Opel                       | A-122                       |
| 18       | 267                      | Figueruelas-Opel                                             |                             |
| 19       | 268                      | Opel                                                         |                             |
| 20       |                          | weiter nach Navarra via N-232                                | N-232                       |
| 21       |                          | Figueruelas - Cortes (Navarra) (in Planung)                  | N-232                       |
| 22       |                          | weiter als Autovía del Ebro Tudela-Logroño - Miranda de Ebro | N-232                       |
| 23       |                          | Área de Servicio                                             |                             |
| 24       | 116                      | vía de servicio-Cortes                                       | NA-522                      |
| 25       | 114                      | vía de servicio Industriegebiet                              | NA-5200 NA-3042             |
| 26       |                          | Área de Servicio                                             |                             |
| 27       | 109                      | Buñuel-Industriegebiet                                       | NA-5210                     |
| 28       | 107 (Richtung Logroño)   | Ribaforada-Ablitas                                           | NA-5200 NA-3042             |
| 29       | 105 (Richtung Saragossa) | Área de Servicio                                             |                             |
| 30       | 104 (Richtung Saragossa) | Ribaforada-Ablitas                                           | NA-5200 NA-3042             |
| 31       | 100 / 101                | El Bocal                                                     | NA-5281                     |
| 32       | 98 / 99                  | Tudela süd -Fontellas                                        | NA-134 NA-5230              |
| 33       | 95 / 96                  | Tudela-Tarazona-AP-68->Zoll                                  | NA-121c                     |
| 34       | 94                       | Tudela-Fitero-Centro de Servicios                            | NA-160                      |
| 35       | 93 (Richtung)            | Polígono municipal                                           |                             |
| 36       | 92                       | Tudela (nord)-P.I. Las Labradas                              |                             |
| 37       | 91                       | P.I. La Serna-Ciudad Agroalimentaria                         |                             |
| 38       | 89                       | Cambio de sentido                                            |                             |
| 39       | 86                       | Montes del Cierzo                                            |                             |
| 40       |                          | weiter als Miranda de Ebro via N-232                         | NA-232                      |
| 41       | 84                       | Pamplona- San Sebastián                                      | AP-15                       |
| 42       |                          | Abschnitt Tudela - Logroño - Miranda de Ebro in Planung      | NA-232                      |

## Größere Städte an der Autobahn
- Miranda de Ebro
- Tudela
- Saragossa
- El Burgo de Ebro